# Preisetikett

Etikett für zweizeilige Preisaus-zeichnung mit Sonderpreis-eindruck

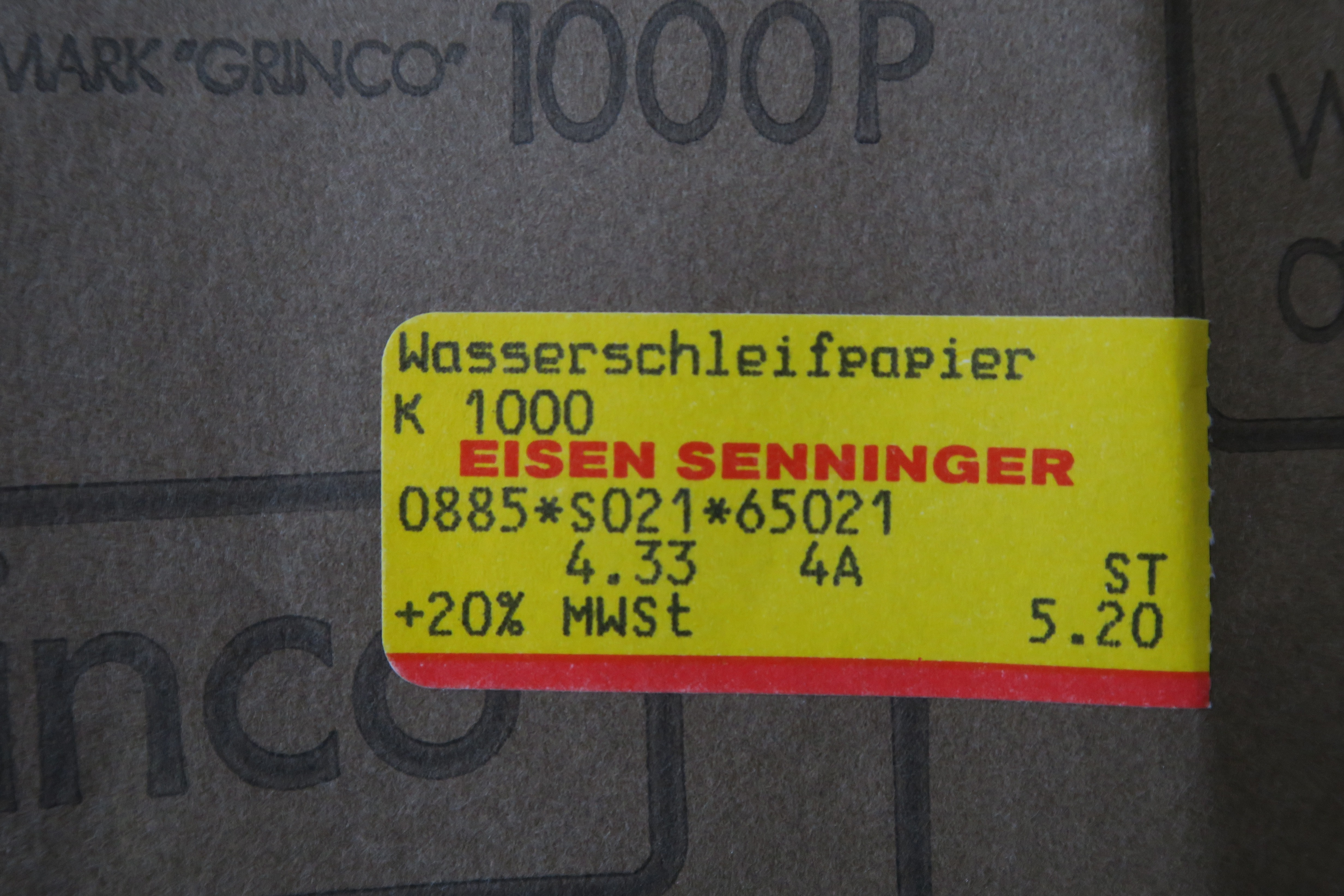
Preisetikett mit Mehrwertsteuer in Schilling, Österreich

Als Preisetiketten werden jene Etiketten bezeichnet, welche meist mittels eines Preisauszeichners auf Waren und Artikel geklebt werden, um dem Endverbraucher den in Deutschland gesetzlich auszuzeichnenden Bruttopreis darzustellen. 
Diverse Standardgrößen haben sich auf dem Markt im Laufe der letzten Jahrzehnte etabliert, die gängigsten Etiketten für einzeiligen Preisdruck werden in den Größen 22 × 12 mm, 25 × 12 mm, 26 × 12 mm bereitgestellt und sind, je nach Anwendungsbereich, in unterschiedlichen Farben und Klebestärken (Gummierungen) erhältlich, wie zum Beispiel „permanent klebend“ (diese Klebestärke wird am häufigsten verwendet), „wieder ablösbar“ (vorzugsweise in Apotheken oder Geschäften mit häufig wechselnder Preisgestaltung verwendet) oder als „tiefkühlgeeignet“ (für Waren, die ständiger Kühlung bedürfen). Des Weiteren gibt es auch noch Outdoor-Kleber für Blumenläden und Produkte, welche Feuchtigkeit ausgesetzt sind. Für die mehrzeilige Preisauszeichnung werden entsprechen größere Etiketten verwendet, die standardmäßig eingesetzten Preisetiketten messen hier 22 × 16 mm, 25 × 16 mm, 26 × 16 mm, 32 × 19 mm und 29 × 28 mm. Gemessen werden diese Etikettengrößen immer Breite × Höhe. Jeweils an der breitesten Stelle, sprich inklusive des gewölbten Randes. 

## Aufbau von Preisetiketten
Preisetiketten setzen sich aus mehreren Komponenten zusammen, um ihrer Aufgabe gerecht zu werden. Prinzipiell werden die bei der Produktion verwendeten Materialien unterschieden in das Trägerband der Etiketten, die Oberfläche der Etiketten und den verwendeten Etikettenkleber. Grundsätzlich bestehen Preisetiketten für Handauszeichnungsgeräte (siehe Preisauszeichner) aus einer Bahn aneinander hängender Einzeletiketten, welche auf einem Trägerband aufgebracht sind. Die Unterseite von Preisetiketten besteht aus speziellen, für unterschiedliche Anwendungszwecke geeignetem Kleber. Die Oberfläche wird durch die verwendete Papier-Art bestimmt. Hierbei werden in aller Regel normale 90-g/m²-Papiere weiterverarbeitet, in unterschiedliche Formate gestanzt und mit einer Leimbrücke versehen. Die Etikettenbahnen werden nach Auftragen des gewünschten Klebers mit dem Trägerband zusammengeführt und auf einen PVC-Kern aufgewickelt.